# Orechová Potôň
Orechová Potôň (allemand : Nusswinkel), est un village de Slovaquie situé dans la région de Trnava.

## Histoire
Première mention écrite du village en 1250.
La cinéaste franco-hongroise Éva Balla-Falus y est née en 1913.

## Démographie

### Évolution de la population
| Année:               | 1994. | 2004.   | 2014.   | 2024.   |
| -------------------- | ----- | ------- | ------- | ------- |
| Nombre de personnes: | 1623  | 1688    | 1687    | 1676    |
| Différence:          |       | +4,00 % | -0,05 % | -0,65 % |

| Année:               | 2023. | 2024.   |
| -------------------- | ----- | ------- |
| Nombre de personnes: | 1664  | 1676    |
| Différence:          |       | +0,72 % |